# 水田羌族乡
水田羌族乡，是中华人民共和国四川省绵阳市平武县曾经下辖的一个民族乡。2019年12月，撤销水田羌族乡，将其所属行政区域划归古城镇管辖。

## 行政区划
水田羌族乡撤销前下辖以下地区：
红岩村、五里坡村、沙河村、田龙村、南铁村、海豪村和五龙村。